# La Esperanza del Pueblo
La Esperanza del Pueblo fue un periódico editado durante el Sexenio Revolucionario en la ciudad española de Granada.

## Historia
Apareció en el año 1870, patrocinado por Leopoldo Eguílaz y Francisco Javier Simonet, arabistas de la Universidad de Granada, con el apoyo de más de treinta profesores de dicha universidad.
Fue el primer diario granadino de inequívoca significación carlista. Estuvo dirigido por el poeta Antonio Joaquín Afán de Ribera, colaborador también del semanario católico La Alhambra, que redactaba junto con Aureliano Fernández Guerra.
La Esperanza del Pueblo desapareció en 1873 y su hueco lo llenaría el citado periódico La Alhambra, en aquel momento muy afín al tradicionalismo. Casi dos décadas más tarde, en 1892, aparecería en Granada un nuevo periódico declaradamente carlista: La Voz de Granada.